# St. Marien (Fredersdorf)

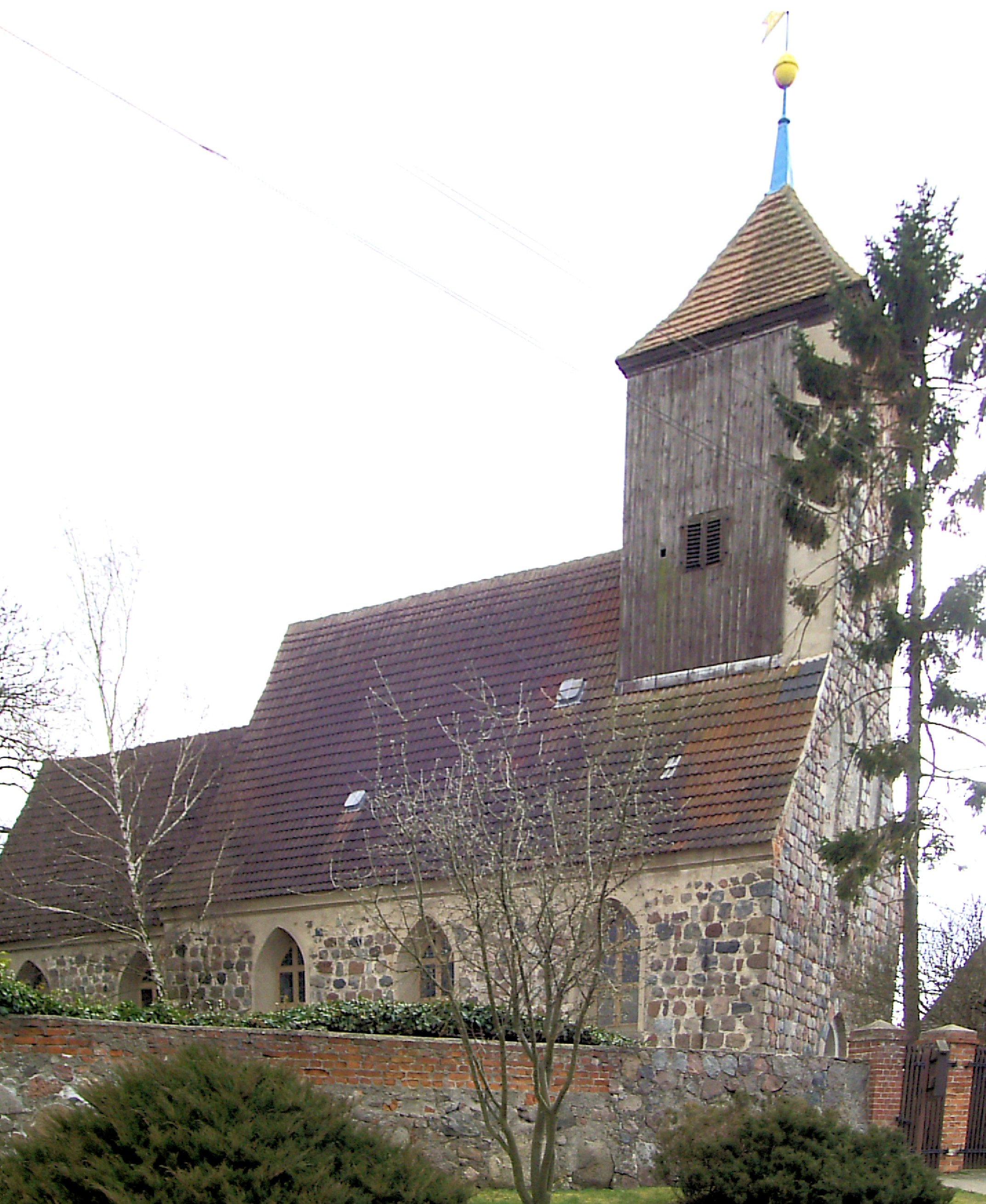
Fredersdorf (Zichow)

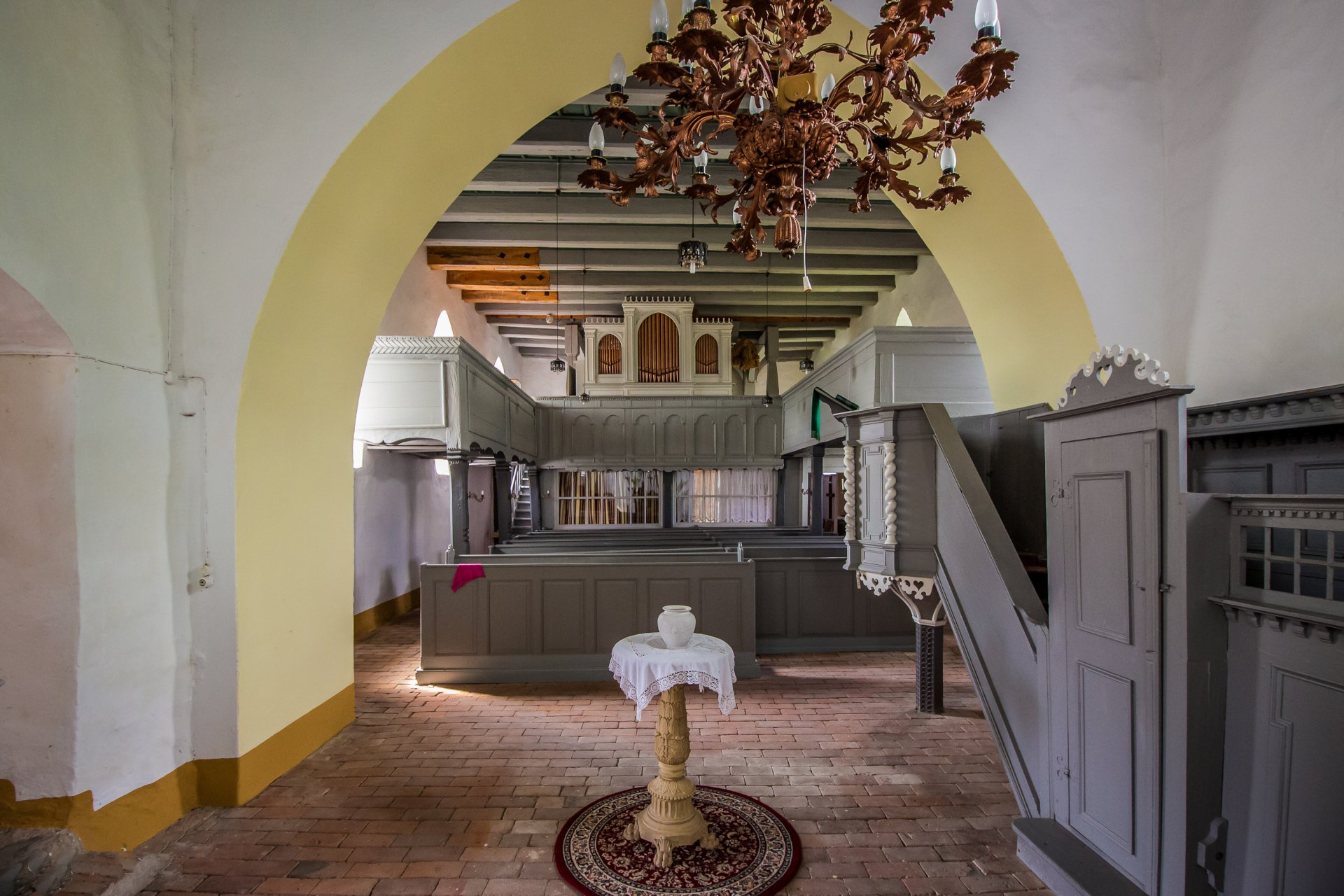
Innenansicht nach Westen

Die evangelische Dorfkirche St. Marien ist eine gotische Saalkirche im Ortsteil Fredersdorf von Zichow im Landkreis Uckermark in Brandenburg. Sie gehört zum Pfarrsprengel Gramzow im Kirchenkreis Uckermark der Evangelischen Kirche Berlin-Brandenburg-schlesische Oberlausitz.

## Geschichte und Architektur
Die Kirche ist ein flachgedecktes rechteckiges Bauwerk aus Feldstein mit eingezogenem Rechteckchor aus der zweiten Hälfte des 13. Jahrhunderts, das mit einem verbretterten westlichen Dachturm von 1703 akzentuiert ist; die Wetterfahne trägt die Jahreszahl 1793. Im Jahr 1978 erfolgte eine Restaurierung. Im Westen erschließt ein gestuftes Spitzbogenportal das Bauwerk, darüber sind im Giebel drei Spitzbogenblenden angeordnet. Die westliche Turmwand ist massiv ausgeführt; in der Ostwand ist eine Dreifenstergruppe eingelassen, auf der Chorsüdseite ist ein Fachwerkanbau aus dem 18. Jahrhundert angeordnet. Innen ist das Bauwerk durch einen spitzbogigen Triumphbogen und eine Balkendecke gekennzeichnet; eine Hufeisenempore stammt aus der zweiten Hälfte des 17. Jahrhunderts.

## Ausstattung
Das wertvollste Stück der Ausstattung ist ein spätgotischer Schnitzaltar aus der Zeit um 1510, der im 19. Jahrhundert überfasst und in den Jahren 2011/2012 restauriert wurde; der Schrein ist mit ungewöhnlich fein gearbeiteten Figuren der Anna selbdritt zwischen der Heiligen Katharina und einem heiligen Bischof versehen; auf den Flügeln sind in zwei Registern Paare von je zwei Heiligen gemalt. Der Flügel links oben wurde inzwischen freigelegt, darauf sind die Heiligen Margaretha und Laurentius dargestellt, die Rückseiten sind verblasst. Der Aufsatz ist mit Beschlagwerk und Puttenköpfen aus der Zeit um 1600 ausgestattet; darüber ist ein spätgotisches Kruzifix vom Anfang des 16. Jahrhunderts angebracht. An der Ostwand ist eine einfache hölzerne Kanzel mit anschließendem Pfarrstuhl aus der zweiten Hälfte des 17. Jahrhunderts angeordnet. Die Orgel ist ein Werk von Wilhelm Remler aus dem Jahr 1877. Ein Kronenleuchter aus Messing stammt vermutlich aus der 2. Hälfte des 18. Jahrhunderts. Zur sakralen Ausstattung gehören außerdem ein Kelch und eine Patene aus Silber.
Die Glocke wurde 1923 bei Voß & Sohn in Stettin gegossen.